# Пировский район
Пи́ровский райо́н — упразднённые административно-территориальная единица (район) и муниципальное образование (муниципальный район) в северо-западной части Красноярского края России, в междуречье рек Кеть и Енисей.
Административный центр — село Пировское.
28 декабря 2019 года Пировский муниципальный район был упразднён, а все входившие в его состав сельские поселения объединены в Пировский округ, переходный период до 1 января 2021 года. На уровне административно-территориального устройства соответствующий район был преобразован в Пировский округ со 2 августа 2021 года.

## География
См. Пировский округ#География
Находился в северо-западной части центрального региона Красноярского края, в 265 километрах к северу от Красноярска и в 110 километрах к югу от Енисейска.  Ближайшая железнодорожная станция — Пировская — расположена в 18 км от районного центра. Площадь территории — 6242 км².
Сопредельные территории:
- север: Енисейский район
- восток: Казачинский район
- юг: Большемуртинский район
- запад: Бирилюсский район.

## История
Район был образован 4 апреля 1924 года.

## Население

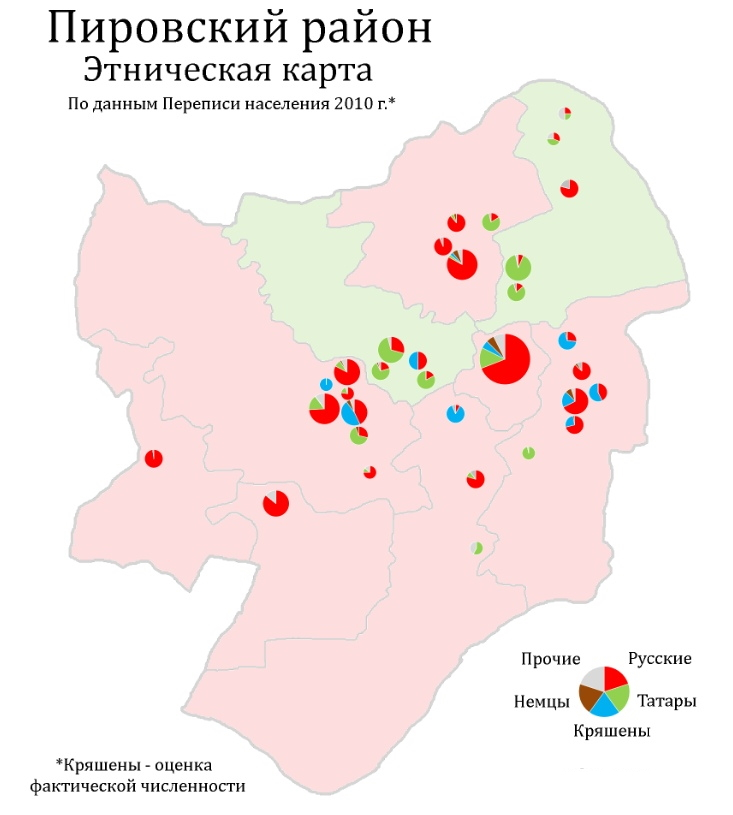
Этническая карта Пировского района по каждому населённому пункту, перепись 2010 г.

| 2002  | 2009  | 2010  | 2011  | 2012  | 2013  | 2014  | 2015  | 2016  |
| ----- | ----- | ----- | ----- | ----- | ----- | ----- | ----- | ----- |
| 9150  | ↘8147 | ↘7572 | ↘7520 | ↘7362 | ↘7244 | ↘7153 | ↘7104 | ↘7038 |
| 2017  | 2018  | 2019  | 2021  |       |       |       |       |       |
| ↘6952 | ↘6867 | ↘6761 | ↘6094 |       |       |       |       |       |

### Национальный состав
Преобладают русские, значительная часть населения — татары (по переписи 2002 года около 30 %), проживающие в 20 татарских деревнях района.
На территории Пировского округа (до 2021 года района) проживают представители 20 национальностей, более 30 % населения — татары.

## Административно-муниципальное устройство
В рамках административно-территориального устройства район включал 9 административно-территориальных единиц — 9 сельсоветов, упразднённых в связи с преобразованием района в округ.
С 2005 года в Пировском районе были 39 населённых пунктов в составе 9 сельских поселений:
| № | Бывшие сельские поселения | Административный центр | Количество населённых пунктов | Население | Площадь, км2 |
| - | ------------------------- | ---------------------- | ----------------------------- | --------- | ------------ |
| 1 | Бушуйский сельсовет       | село Бушуй             | 6                             | ↘145      | 910,00       |
| 2 | Икшурминский сельсовет    | село Икшурма           | 4                             | ↘542      | 672,00       |
| 3 | Кетский сельсовет         | посёлок Кетский        | 4                             | ↘1109     | 959,00       |
| 4 | Кириковский сельсовет     | село Кириково          | 8                             | ↘570      | 815,00       |
| 5 | Комаровский сельсовет     | село Комаровка         | 4                             | ↗274      | 260,00       |
| 6 | Пировский сельсовет       | село Пировское         | 1                             | ↗3046     | 207,37       |
| 7 | Солоухинский сельсовет    | село Солоуха           | 6                             | ↘345      | 632,00       |
| 8 | Троицкий сельсовет        | село Троица            | 5                             | ↘680      | 715,00       |
| 9 | Чайдинский сельсовет      | посёлок Чайда          | 1                             | ↘139      | 509,00       |

В 1989 году из Кетского сельсовета был выделен Чайдинский сельсовет.
| №  | Населённый пункт | Тип                          | Население | Бывшее муниципальное образование |
| -- | ---------------- | ---------------------------- | --------- | -------------------------------- |
| 1  | Алгайск          | деревня                      | 1         | Бушуйский сельсовет              |
| 2  | Алтат            | село                         | ↘102      | Кетский сельсовет                |
| 3  | Бельское         | село                         | 128       | Троицкий сельсовет               |
| 4  | Большая Кеть     | посёлок                      | 40        | Кетский сельсовет                |
| 5  | Бушуй            | село                         | 148       | Бушуйский сельсовет              |
| 6  | Волоковое        | деревня                      | 91        | Кириковский сельсовет            |
| 7  | Долгово          | деревня                      | 124       | Солоухинский сельсовет           |
| 8  | Доново           | деревня                      | 1         | Бушуйский сельсовет              |
| 9  | Игнатово         | деревня                      | 70        | Кириковский сельсовет            |
| 10 | Икшурма          | село                         | 253       | Икшурминский сельсовет           |
| 11 | Кемский          | посёлок                      | 0         | Солоухинский сельсовет           |
| 12 | Кетский          | посёлок                      | 942       | Кетский сельсовет                |
| 13 | Кириково         | село                         | 264       | Кириковский сельсовет            |
| 14 | Коврига          | деревня                      | 146       | Икшурминский сельсовет           |
| 15 | Комаровка        | село                         | 241       | Комаровский сельсовет            |
| 16 | Куренная Ошма    | деревня                      | 79        | Троицкий сельсовет               |
| 17 | Михайловка       | деревня                      | 12        | Солоухинский сельсовет           |
| 18 | Новомихайловка   | деревня                      | 43        | Комаровский сельсовет            |
| 19 | Новониколаевское | деревня                      | 55        | Солоухинский сельсовет           |
| 20 | Новотроицкая     | деревня                      | 56        | Икшурминский сельсовет           |
| 21 | Новый Ислам      | деревня                      | 49        | Комаровский сельсовет            |
| 22 | Новый Тимершик   | деревня                      | 122       | Икшурминский сельсовет           |
| 23 | Омский           | посёлок                      | 254       | Кетский сельсовет                |
| 24 | Петропавловка    | деревня                      | 49        | Бушуйский сельсовет              |
| 25 | Пировский        | посёлок                      | 66        | Троицкий сельсовет               |
| 26 | Пировское        | село, административный центр | ↗3046     | Пировский сельсовет              |
| 27 | Раменское        | деревня                      | 98        | Кириковский сельсовет            |
| 28 | Светлицк         | деревня                      | 0         | Кириковский сельсовет            |
| 29 | Солоуха          | село                         | 203       | Солоухинский сельсовет           |
| 30 | Троица           | село                         | 520       | Троицкий сельсовет               |
| 31 | Туруханка        | деревня                      | 4         | Комаровский сельсовет            |
| 32 | Усковское        | деревня                      | 116       | Кириковский сельсовет            |
| 33 | Филипповка       | деревня                      | 14        | Солоухинский сельсовет           |
| 34 | Холмовая         | деревня                      | 1         | Кириковский сельсовет            |
| 35 | Чайда            | посёлок                      | ↘139      | Чайдинский сельсовет             |
| 36 | Шагирислам       | деревня                      | 35        | Кириковский сельсовет            |
| 37 | Шумбаш           | деревня                      | 16        | Бушуйский сельсовет              |

Упразднённые при образовании округа: деревни Никольск, Новый Сатыш.

## Экономика
См. Пировский округ#Экономика
Основные направления экономической деятельности являлись сельское хозяйство и лесозаготовки.
C 01.01.2011 г. в сфере лесной промышленности было зарегистрировано и осуществляло свою деятельность 10 организаций малого бизнеса и 38 индивидуальных предпринимателей без образования юридического лица. Район относился к одним из стратегических лесопромышленных районов Красноярского края, имея расчётную лесосеку 834,2 тыс. куб. в год. Район осуществляел лесозаготовки в объёме 190 тыс. куб. в год (22,8 % от расчётной лесосеки).
В последние годы более быстрыми темпами развивались услуги. Появились такие новые, как техническое обслуживание автомобилей, производство столярных изделий, ремонт и отделка помещение, общестроительные работы, услуги такси.
Посевные площади: 9 тыс. гектар. Средняя урожайность зерновых при благоприятной погоде составила в 2010 году 18,4 процента с гектара.
Крупные предприятия:
- ООО «Победа», ООО «Лесстройинвест» (с. Кириково),
- СПК «Волоковое» (д. Волоковое),
- ООО «Рассвет» (с. Солоуха),

## Спорт
В 2013 году в райцентре построена современная многофункциональная площадка, на которой зимой заливается каток.
В 2016 году в селе Пировском планировалось ввести в эксплуатацию современный физкультурно-оздоровительный комплекс, а также футбольное поле с искусственным газоном.
В последние несколько лет в районе активно развивались спорт, а также спортивная и социальная инфраструктура, в чём немалая заслуга главы района А. И. Евсеева.